# Ihor Nakoneczny
Ihor Anatolijowycz Nakoneczny (ukr. Ігор Анатолійович Наконечний; ur. 23 lutego 1960 w Kijowie) – ukraiński piłkarz, grający na pozycji pomocnika, trener piłkarski

## Kariera piłkarska

### Kariera klubowa
Wychowanek Internatu Sportowego w Kijowie. W 1978 rozpoczął karierę piłkarską w SKA Kijów. W 1983 przeszedł do Czornomorca Odessa, a stamtąd w 1989 do Metałurha Zaporoże. Po rozpadzie ZSRR okazał się w SKA Odessa. Przez problemy finansowe w klubie wyjechał do Islandii, gdzie bronił barw klubu Vestmannaeyja. Po 5 meczach powrócił do Ukrainy i został piłkarzem klubu Błaho Błahojewe. Potem powrócił do Zaporoża, gdzie występował w Metałurhu i Wiktorze. Po występach w amatorskiej drużynie Rybak Odessa przeniósł się do SKA-Łotto Odessa, w którym ukończył karierę piłkarską.

## Kariera trenerska
Jeszcze będąc piłkarzem SKA Odessa i SKA-Łotto Odessa pełnił w nich również funkcje trenera. Po zakończeniu kariery zawodniczej pomagał trenerowi w klubach Czornomoreć Odessa i SK Odessa. Przez pewien czas pracował na stanowisku głównego trenera w klubach SK Odessa, Czornomorec-2 Odessa, Sheriff Tyraspol, Constructorul Cioburciu i FC Tiraspol. Latem 2007 był zmuszony opuścić MKT-Araz İmişli z przyczyny rozwiązania klubu. Ponownie wrócił do Czornomorca. 12 sierpnia 2009 przyjął obowiązki głównego trenera klubu, a już od 1 września 2009 powrócił do obowiązków asystenta Czornomorca. W maju 2010 ponownie objął stanowisko głównego trenera klubu.